# Per Jadéus
Per Jadéus, född 27 september 1954 i Ljungbyhed, är en svensk målare och tecknare. 
Jadéus studerade vid Målarskolan Forum i Malmö 1972-1974. Separat ställde han ut på bland annat Galleri Monica Benbasat i Norrköping, Galleri Konstnärscentrum i Malmö, Galleri Aguéli i Stockholm och på Kulturhuset Röda Kvarn i Helsingborg. Han har medverkat i vårsalongerna på Vikingsberg i Helsingborg och vårsalongerna på Liljevalchs konsthall och i utställningar med Skånes konstförening. Bland hans offentliga arbeten märks utsmyckningar för Forsmarks Tekniska skola, Musikhögskolan i Malmö, arbetsförmedlingen i Perstorp, Statens Räddningsverk i Revinge och Villa Dagmar i Båstad. Han tilldelades Saga och Harald Linders stipendium 1972, Malmö Konststudios stipendium  1979, Statens konstnärsstipendium 1980, Statens arbetsstipendium 1990, Aase och Rickard Björklunds stipendium 1981, Klippans kommuns kulturstipendium 1990 och 1992. Hans konst består av porträtt, bilder som handlar om okultur och främlingskap, bilder från den moderna stadskärnan med glassbarer, bankpalats och gågator samt arbetsbilder från Malmö hamn. Som illustratör har han arbetat med affischer, skivomslag, bok och tidningsomslag. Jadéus är representerad vid Ystads konstmuseum, Vikingsbergs konstmuseum, Malmö sjukvårdsförvaltning, Statens konstråd och i ett flertal kommuner och landsting. 